# Calcio ai Giochi della XXVIII Olimpiade - Torneo femminile
Il torneo femminile di calcio ai Giochi della XXVIII Olimpiade si è svolto dall'11 al 26 agosto 2004 ed è stato ospitato da cinque diversi stadi.
La medaglia d'oro è stata vinta per la seconda volta dagli Stati Uniti, che hanno superato in finale per 2-1 dopo i tempi supplementari il Brasile, al quale è andata la medaglia d'argento. La medaglia di bronzo è stata vinta dalla Germania, che nella finale per il terzo posto ha sconfitto la Svezia per 1-0.
Rispetto all'edizione precedente il numero di squadre è stato aumentato da 8 a 10. Nella fase a gironi le squadre sono state divise in tre gironi e da questa fase vennero eliminate solo due squadre, visto che la fase a eliminazione diretta prevedeva anche i quarti di finale. Dalla fase a gironi venne eliminata la Cina, medaglia d'argento ad Atlanta 1996, che patì una sconfitta per 8-0 dalla Germania. In semifinale giunsero le principali favorite: gli Stati Uniti sconfissero la Germania ai tempi supplementari dopo che le tedesche raggiunsero il pareggio nei minuti di recupero dei tempi regolamentari, mentre il Brasile superò la Svezia grazie alla rete di Pretinha. Come avvenuto nel 2000, la finale venne decisa ai tempi supplementari, con le statunitensi vittoriose sulle brasiliane grazie alla rete di Abby Wambach tre minuti prima della fine della partita.

## Formato
Le dieci squadre partecipanti sono state divise in due gironi da tre squadre e uno da quattro, con ciascuna squadra che ha affrontato tutte le altre. Le prime due classificate e le due migliori terze accedevano ai quarti di finale.

## Squadre partecipanti
| Torneo di qualificazione                       | Data                           | Luogo       | Posti | Qualificate |
| ---------------------------------------------- | ------------------------------ | ----------- | ----- | ----------- |
| Paese organizzatore                            |                                |             | 1     | Grecia      |
| Campionato sudamericano 2003                   | 9-17 aprile 2003               | Perù        | 1     | Brasile     |
| Campionato mondiale 2003                       | 20 settembre - 12 ottobre 2003 | Stati Uniti | 2     | Germania    |
| Campionato mondiale 2003                       | 20 settembre - 12 ottobre 2003 | Stati Uniti | 2     | Svezia      |
| Torneo pre-olimpico di qualificazione CONCACAF | 5 marzo 2004                   | Costa Rica  | 2     | Stati Uniti |
| Torneo pre-olimpico di qualificazione CONCACAF | 5 marzo 2004                   | Costa Rica  | 2     | Messico     |
| Torneo pre-olimpico di qualificazione OFC      | 6 marzo 2004                   | Figi        | 1     | Australia   |
| Torneo pre-olimpico di qualificazione CAF      | 30 marzo 2004                  | vari luoghi | 1     | Nigeria     |
| Torneo pre-olimpico di qualificazione AFC      | 26 aprile 2004                 | vari luoghi | 2     | Cina        |
| Torneo pre-olimpico di qualificazione AFC      | 26 aprile 2004                 | vari luoghi | 2     | Giappone    |
| Totale                                         |                                |             | 10    |             |

## Fase a gironi

### Girone E

#### Classifica finale
| Pos. | Squadra  | Pt | G | V | N | P | GF | GS | DR |
| ---- | -------- | -- | - | - | - | - | -- | -- | -- |
| 1.   | Svezia   | 3  | 2 | 1 | 0 | 1 | 2  | 2  | 0  |
| 2.   | Nigeria  | 3  | 2 | 1 | 0 | 1 | 2  | 2  | 0  |
| 3.   | Giappone | 3  | 2 | 1 | 0 | 1 | 1  | 1  | 0  |

#### Risultati
| Arbitro: | Gaye |

|  |           |             |
|  | Marcatori | 24’ Arakawa |

| Arbitro: | Ferreira-James |

|  |           |           |
|  | Marcatori | 55’ Okolo |

| Arbitro: | De Oliveira |

|                          |           |           |
| Marklund 68’ Moström 73’ | Marcatori | 25’ Akide |

### Girone F

#### Classifica finale
| Pos. | Squadra  | Pt | G | V | N | P | GF | GS | DR  |
| ---- | -------- | -- | - | - | - | - | -- | -- | --- |
| 1.   | Germania | 6  | 2 | 2 | 0 | 0 | 10 | 0  | +10 |
| 2.   | Messico  | 1  | 2 | 0 | 1 | 1 | 1  | 3  | -2  |
| 3.   | Cina     | 1  | 2 | 0 | 1 | 1 | 1  | 9  | -8  |

#### Risultati
| Arbitro: | Seitz |

|                                                                                  |           |  |
| Prinz 13’, 21’, 73’, 88’ Wunderlich 65’ Lingor 76’ (rig.) Pohlers 81’ Müller 90’ | Marcatori |  |

| Arbitro: | Ionescu |

|        |           |               |
| Ji 34’ | Marcatori | 11’ Dominguez |

| Arbitro: | Szokolai |

|                         |           |  |
| Wimbersky 20’ Prinz 79’ | Marcatori |  |

### Girone G

#### Classifica finale
| Pos. | Squadra     | Pt | G | V | N | P | GF | GS | DR  |
| ---- | ----------- | -- | - | - | - | - | -- | -- | --- |
| 1.   | Stati Uniti | 7  | 3 | 2 | 1 | 0 | 6  | 1  | +5  |
| 2.   | Brasile     | 6  | 3 | 2 | 0 | 1 | 8  | 2  | +6  |
| 3.   | Australia   | 4  | 3 | 1 | 1 | 1 | 2  | 2  | 0   |
| 4.   | Grecia      | 0  | 3 | 0 | 0 | 3 | 0  | 11 | -11 |

#### Risultati
| Arbitro: | Palmqvist |

|  |           |                               |
|  | Marcatori | 14’ Boxx 30’ Wambach 82’ Hamm |

| Arbitro: | Frai |

|           |           |  |
| Marta 36’ | Marcatori |  |

| Arbitro: | D'Coth |

|  |           |              |
|  | Marcatori | 27’ Garriock |

| Arbitro: | Damková |

|                             |           |  |
| Hamm 58’ (rig.) Wambach 77’ | Marcatori |  |

| Arbitro: | Frai |

|  |           |                                                                            |
|  | Marcatori | 21’ Pretinha 45+1’, 55’, 77’ Cristiane 49’ Grazielle 70’ Marta 72’ Daniela |

| Arbitro: | Ionescu |

|           |           |            |
| Lilly 19’ | Marcatori | 82’ Peters |

## Fase ad eliminazione diretta

### Tabellone
|  | Quarti di finale | Quarti di finale | Quarti di finale |          |             | Semifinali  | Semifinali | Semifinali |          |                 | Finale          | Finale          | Finale |  |
|  |                  |                  |                  |          |             |             |            |            |          |                 |                 |                 |        |  |
|  | 1G               | Stati Uniti      | 2                |          |             |             |            |            |          |                 |                 |                 |        |  |
|  | 1G               | Stati Uniti      | 2                |          |             |             |            |            |          |                 |                 |                 |        |  |
|  | 3E               | Giappone         | 1                |          |             |             |            |            |          |                 |                 |                 |        |  |
|  | 3E               | Giappone         | 1                |          | Stati Uniti | Stati Uniti | 2          |            |          |                 |                 |                 |        |  |
|  |                  |                  |                  |          | Stati Uniti | Stati Uniti | 2          |            |          |                 |                 |                 |        |  |
|  |                  |                  | Germania         | Germania | 1           |             |            |            |          |                 |                 |                 |        |  |
|  | 1F               | Germania         | Germania         | Germania | 1           | 2           |            |            |          |                 |                 |                 |        |  |
|  | 1F               | Germania         |                  |          |             |             |            |            |          |                 |                 |                 |        |  |
|  | 2E               | Nigeria          | 1                |          |             |             |            |            |          |                 |                 |                 |        |  |
|  | 2E               | Nigeria          | 1                |          | Stati Uniti | Stati Uniti | 2          |            |          |                 |                 |                 |        |  |
|  |                  |                  |                  |          |             |             |            |            |          |                 |                 |                 |        |  |
|  |                  |                  | Brasile          | Brasile  | 1           |             |            |            |          |                 |                 |                 |        |  |
|  | 1E               | Svezia           | Brasile          | Brasile  | 1           | 2           |            |            |          |                 |                 |                 |        |  |
|  | 1E               | Svezia           |                  |          |             | 2           |            |            |          |                 |                 |                 |        |  |
|  | 3G               | Australia        | 1                |          |             |             |            |            |          |                 |                 |                 |        |  |
|  | 3G               | Australia        | 1                |          | Svezia      | Svezia      | 0          |            |          | Finale 3º posto | Finale 3º posto | Finale 3º posto |        |  |
|  |                  |                  |                  |          | Svezia      | Svezia      | 0          |            |          |                 |                 |                 |        |  |
|  |                  |                  | Brasile          | Brasile  | 1           |             |            |            |          |                 |                 |                 |        |  |
|  | 2F               | Messico          | Brasile          | Brasile  | 1           | 0           |            |            | Germania | Germania        | 1               |                 |        |  |
|  | 2F               | Messico          |                  |          |             |             |            |            | Germania | Germania        | 1               |                 |        |  |
|  | 2G               | Brasile          | 5                |          |             | Svezia      | Svezia     | 0          |          |                 |                 |                 |        |  |

### Quarti di finale
| Arbitro: | D'Coth |

|                       |           |           |
| Jones 76’ Pohlers 81’ | Marcatori | 49’ Akide |

| Arbitro: | De Oliveira |

|                       |           |              |
| Lilly 43’ Wambach 59’ | Marcatori | 48’ Yamamoto |

| Arbitro: | Gaye |

|  |           |                                               |
|  | Marcatori | 25’, 49’ Cristiane 29’, 54’ Formiga 60’ Marta |

| Arbitro: | Damková |

|                           |           |              |
| Ljungberg 25’ Larsson 30’ | Marcatori | 48’ De Vanna |

### Semifinali
| Arbitro: | Szokolai |

|                        |           |              |
| Lilly 33’ O'Reilly 99’ | Marcatori | 90+2’ Bachor |

| Arbitro: | Ferreira-James |

|  |           |              |
|  | Marcatori | 64’ Pretinha |

### Finale 3º posto
| Arbitro: | Seitz |

|            |           |  |
| Lingor 17’ | Marcatori |  |

### Finale
| Arbitro: | Palmqvist |

| |            | |
| Tarpley 39’ Wambach 117’ | Marcatori  | 73’ Pretinha |
| · Scurry · Rampone · 91’ Tarpley · 61’ Chastain · Boxx · Hamm · Foudy · Lilly · Fawcett · Markgraf · Wambach · A disposizione: · Luckenbill · Mitts · 61’ Reddick · Hucles · Wagner · Parlow · 91’ O'Reilly | Formazioni | · Andréia · Mônica 47’ · Tânia · Juliana · Formiga 14’ · Daniela · Pretinha · Marta · Rosana 111’ · Cristiane · Elaine 88’ · A disposizione: · Maravilha · Grazielle · Renata Costa 88’ · Aline · Maycon 111’ · Roseli · Dayane |
| Heinrichs | Allenatori | Simões |

## Classifica finale
| -       | Squadre     | Formazione |
| ------- | ----------- | --- |
| Oro     | Stati Uniti | Stati Uniti1 Scurry, 2 Mitts, 3 Rampone, 4 Reddick, 5 Tarpley, 6 Chastain, 7 Boxx, 8 Hucles, 9 Hamm, 10 Wagner, 11 Foudy, 12 Parlow, 13 Lilly, 14 Fawcett, 15 Markgraf, 16 Wambach, 17 O'Reilly, 18 Luckenbill, CT: Heinrichs                                                                                                   |
| Argento | Brasile     | Brasile1 Maravilha, 2 Grazielle, 3 Mônica, 4 Tânia, 5 Juliana, 6 Renata Costa, 7 Formiga, 8 Daniela, 9 Pretinha, 10 Marta, 11 Rosana, 12 Cristiane, 13 Aline, 14 Elaine, 15 Maycon, 17 Roseli, 18 Andréia, 21 Dayane, CT: Simões                                                                                                |
| Bronzo  | Germania    | Brasile1 Maravilha, 2 Grazielle, 3 Mônica, 4 Tânia, 5 Juliana, 6 Renata Costa, 7 Formiga, 8 Daniela, 9 Pretinha, 10 Marta, 11 Rosana, 12 Cristiane, 13 Aline, 14 Elaine, 15 Maycon, 17 Roseli, 18 Andréia, 21 Dayane, CT: Simões                                                                                                |
| 4.      | Svezia      | Svezia1 Jönsson, 2 Westberg, 3 Törnqvist, 4 Marklund, 5 Bengtsson, 6 Moström, 7 Larsson, 8 Östberg, 9 Andersson, 10 Ljungberg, 11 Svensson, 12 Öqvist, 13 Schelin, 14 Fagerström, 15 Sjögran, 16 Olsson, 17 Sjöström, 18 Lindahl, CT: Domanski-Lyfors                                                                           |
| 5.      | Australia   | Australia1 Kell, 2 Davies, 3 Wainwright, 4 Alagich, 5 Salisbury, 6 Shipard, 7 Walsh, 8 Garriock, 9 Ledbrook, 10 Peters, 11 De Vanna, 12 Reuter, 13 Slatyer, 14 Foster, 15 Karp, 16 Kuralay, 17 Small, 18 Barbieri, 19 Taylor, 20 Blayney, 21 Harch, CT: Santrac                                                                 |
| 6.      | Nigeria     | Nigeria1 Dede, 2 Ekpo, 3 Eze, 4 Nkwocha, 5 Ameh, 6 Queens, 7 Mbachu, 8 Nwadike, 9 Igbojionu, 10 Akide, 11 Okolo, 12 Onyeka, 13 Kudaisi, 14 Sabi, 15 Mmadu, 16 Egbe, 17 Nwosu, 18 Onyinanya, CT: Ismaila |
| 7.      | Giappone    | Giappone1 Yamago, 2 Yano, 3 Isozaki, 4 Obe, 5 Kawakami, 6 Sakai, 7 Yamamoto, 8 Miyamoto, 9 Arakawa, 10 Sawa, 11 Otani, 12 Yamagishi, 13 Shimokozuru, 14 Maruyama, 15 Yanagita, 16 Kobayashi, 17 Andō, 18 Onodera, CT: Ueda |
| 8.      | Messico     | Messico1 Molina, 2 Gómez, 3 Sandoval, 4 González, 5 Castillo, 6 Vergara, 7 López, 8 Leyva, 9 Domínguez, 10 Mora, 11 Pérez, 12 Maravillas, 13 Saucedo, 14 Gutiérrez, 15 Valderrama, 16 Martínez, 17 Worbis, 18 Tajonar, 20 Ocampo, 21 Muñoz, 22 García, CT: Cuéllar                                                              |
| 9.      | Cina        | Cina1 Xiao Z., 2 Jin X., 3 Li J., 4 Wang L., 5 Fan Y., 6 Pu W., 7 Zhang O., 8 Bi Y., 9 Han D., 10 Teng W., 11 Bai L., 12 Qu F., 13 Liu H., 14 Shi D., 15 Ren L., 16 Zhang Y., 17 Ji T., 18 Gao Y., CT: Zhang H. |
| 10.     | Grecia      | Grecia1 Giatrakis, 2 Lagoumtzi, 3 Smith, 4 Stratakis, 5 Pouridou, 6 Michailidou, 7 Soupiadou, 8 Katsaiti, 9 Tefani, 10 Chatzigiannidou, 11 Panteliadou, 12 Loseno, 13 Kavvada, 14 Papadopoulou, 15 Kalyvas, 16 Benson, 17 Lazarou, 18 Moschos, 19 Fostiropoulou, 20 Theochari, 21 Adamaki, 22 Papathanasiou, CT: Konstantinidou |

## Statistiche

### Classifica marcatrici
5 reti
- Cristiane

- Birgit Prinz

4 reti
- Abby Wambach

3 reti
- Marta

- Pretinha

- Kristine Lilly

2 reti
- Formiga
- Renate Lingor

- Conny Pohlers
- Mercy Akide

- Mia Hamm

1 rete
- Lisa de Vanna
- Heather Garriock
- Joanne Peters
- Daniela
- Grazielle
- Ji Ting
- Isabell Bachor
- Steffi Jones

- Martina Müller
- Petra Wimbersky
- Pia Wunderlich
- Eriko Arakawa
- Emi Yamamoto
- Maribel Domínguez
- Vera Okolo

- Shannon Boxx
- Heather O'Reilly
- Lindsay Tarpley
- Sara Larsson
- Hanna Ljungberg
- Hanna Marklund
- Malin Moström